# Теодорівка (Польща)
Теодорівка (пол. Teodorówka) — лемківське село в Польщі, у гміні Дукля Кросненського повіту Підкарпатського воєводства.
Населення — 1067 осіб (2011).
У 1975—1998 роках село належало до Кросненського воєводства.

## Географія
Селом протікає річка Дукелька.

## Демографія
Демографічна структура станом на 31 березня 2011 року:
|          | Загалом | Допрацездатний вік | Працездатний вік | Постпрацездатний вік |
| -------- | ------- | ------------------ | ---------------- | -------------------- |
| Чоловіки | 549     | 106                | 380              | 63                   |
| Жінки    | 518     | 94                 | 301              | 123                  |
| Разом    | 1067    | 200                | 681              | 186                  |